# John B. Cobb
John Boswell Cobb, Jr. (Kobe, 9 de fevereiro de 1925 – 26 de dezembro de 2024) foi um teólogo estadunidense da Igreja Metodista, o qual desempenhou papel crucial no desenvolvimento da teologia do processo. Ele integrou a metafísica de Alfred North Whitehead no cristianismo, e aplicou a resultante em questões de justiça social e ecológica. Cobb morreu no dia 26 de dezembro de 2024, aos 99 anos.
Cobb foi cofundador e foi o atual codiretor do Centro de Estudos de Processo de la Escola de Teologia de Claremont, Califórnia. Junto com o clérigo episcopal George Regas, organizou em 1996 a Unidade dos Cristãos Progressistas. Em 2014, Cobb foi eleito para a Academia de Artes e Ciências dos Estados Unidos.
Um tema unificador do trabalho de Cobb foi sua ênfase na interdependência ecológica, na ideia de que cada parte do ecossistema depende de todas as outras partes. Ele argumentou que a tarefa mais urgente da humanidade é preservar o mundo do que vive e depende, uma tese que Alfred North Whitehead descreve como "lealdade ao mundo".

## Obras
- Varieties of Protestantism, 1960
- Living options in Protestant Theology, 1962
- A Christian Natural Theology: Based on the Thought of Alfred North Whitehead. Westminster Press, 1965, edição online
- The Structure of Christian Existence, 1967, University Press of America (reimpressão em 1990) edição online
- God and the World. Westminster Press, 1969, edição online
- Is It Too Late? A Theology of Ecology, 1971 (edição revista em 1995)
- Living Options in Protestant Theology. Westminster Press, 1972, edição online
- Liberal Christianity at the Crossroads, 1973, edição online
- Christ in a Pluralistic Age. Westminster Press, 1975, edição online
- Process Theology: An Introductory Exposition, com David Ray Griffin, Philadelphia: Westminster Press, 1976, ISBN 0-664-24743-1
- Theology and Pastoral Care, com David Ray Griffin, 1977
- Mind in Nature: the Interface of Science and Philosophy, editado com David Ray Griffin, University Press of America, 1977, edição online
- The Liberation of Life: from the Cell to the Community, com Charles Birch, 1981
- Process Theology as Political Theology. Westminster Press, 1982, edição online
- Beyond Dialogue: Toward a Mutual Transformation of Christianity and Buddhism, 1982
- Existence and Actuality: Conversations with Charles Hartshorne, editado com Franklin I. Gamwell. University of Chicago Press, 1984, edição online
- Talking About God: Doing Theology in the Context of Modern Pluralism, com David Tracy, Seabury Press, 1983, edição online
- Praying for Jennifer. The Upper Room, 1985, edição online
- Christian Identity and Theological Education, com Joseph Hough, 1985
- Biblical Preaching on the Death of Jesus, com Beardslee, Lull, Pregeant, Weeden e Woodbridge, 1989
- For the Common Good: Redirecting the Economy Toward Community, Environment, and a Sustainable Future, com Herman Daly, 1989 (edição revisada em 1994)
- Doubting Thomas: Christology in Story Form. Crossroad Publishing, 1990. ISBN 0-8245-1033-X, edição online
- Death or Dialogue, com Leonard Swidler, Paul Knitter e Monika Helwig, 1990
- Matters of Life and Death, 1991
- Can Christ Become Good News Again?, 1991
- Sustainability: Economics, Ecology, and Justice. Orbis Books, 1992, edição online
- Becoming a Thinking Christian, 1993
- Lay Theology. Chalice Press, 1994, ISBN 0-8272-2122-3
- Sustaining the Common Good: A Christian Perspective on the Global Economy. Pilgrim Press, 1995. ISBN 0-8298-1010-2
- Grace and Responsibility, 1995
- Reclaiming the Church. Westminster John Knox Press, 1997. ISBN 0-664-25720-8
- Fidelity With Plausibility: Modest Christologies in the Twentieth Century. State University of New York Press, 1998. ISBN 0-7914-3596-2
- The Earthist Challenge to Economism: A Theological Critique of the World Bank. Palgrave Macmillan, 1999. ISBN 0-312-21838-9
- Transforming Christianity and the World: A Way Beyond Absolutism and Relativism. Orbis Books, 1999. ISBN 1-57075-271-0
- Postmodernism and Public Policy: Reframing Religion, Culture, Education, Sexuality, Class, Race, Politics, and the Economy. State University of New York Press, 2001. ISBN 0-7914-5166-6
- Christian Faith and Religious Diversity: Mobilization for the Human Family. Augsburg Fortress Publishers, 2002. ISBN 0-8006-3483-7
- The Process Perspective: Frequently Asked Questions About Process Theology. Chalice Press, 2003. ISBN 0-8272-2999-2
- The Emptying God: A Buddhist-Jewish-Christian Conversation. Wipf & Stock Publishers, 2005. ISBN 1-59752-421-2
- 9/11 & American Empire: Christians, Jews, and Muslims Speak Out, co-editor com Kevin Barrett e Sandra Lubarsky. Olive Branch Press, 2006. ISBN 1-566566-606
- Resistance: The New Role of Progressive Christians, editor. Louisville, Kentucky: Westminster John Knox Press, 2008. ISBN 978-0-664-23287-0
- Spiritual Bankruptcy: A Prophetic Call to Action. Nashville TN: Abingdon Press, 2010. ISBN 978-1-4267-0295-2